# Krajta zelená
Krajta zelená (Morelia viridis) je had patřící mezi škrtiče. Patří do rodu Morelia z čeledi krajty.

## Popis

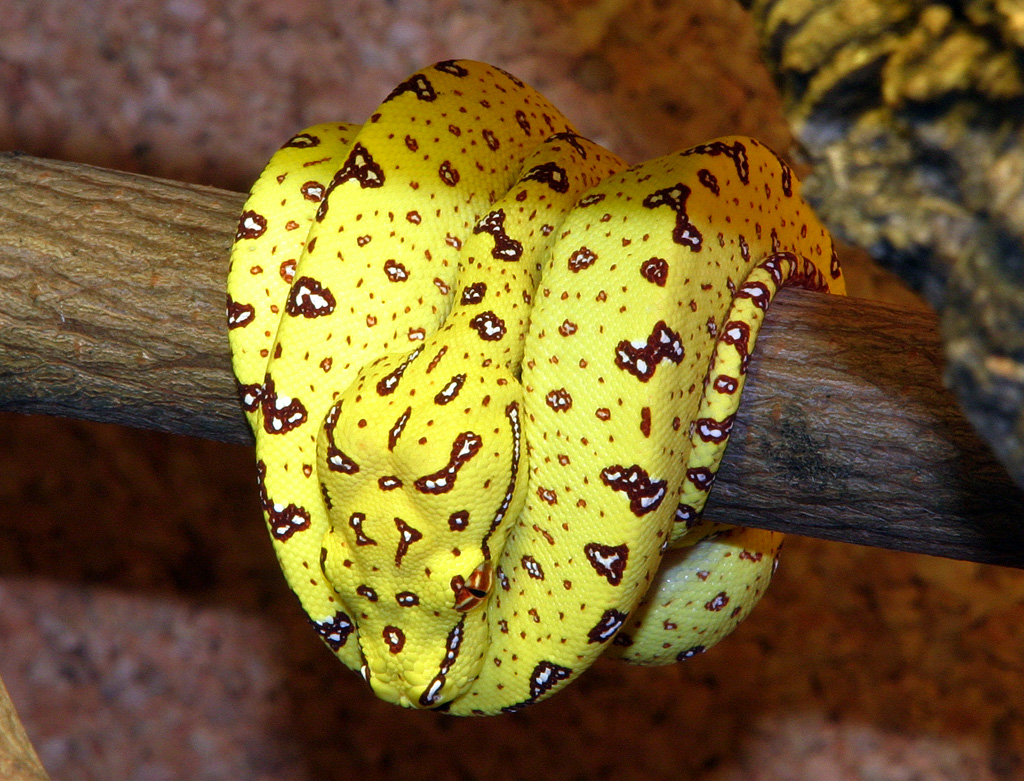
mládě krajty zelené

Jde o jednoho z nejmenších zástupců krajt, dorůstá délky kolem 160 cm, výjimečně přes 2 m (menší už je pouze krajta královská) a její zbarvení je zářivě zelené s řadou drobných, podélných bílých, někdy nažloutlých skvrn. Spodní strana těla je světle žlutá. Vzácná je i forma s modrozeleným základním zbarvením.

## Areál rozšíření
Tato překrásná krajta, dříve zařazovaná do rodu Chondropython, je rozšířená na Nové Guineji i na některých okolních ostrovech (např. Aru, Misool, Kofiau, Salawati, Gag, Biak, Yapen, Normanby) a poloostrově Cape York v severní Austrálii.

## Stanoviště

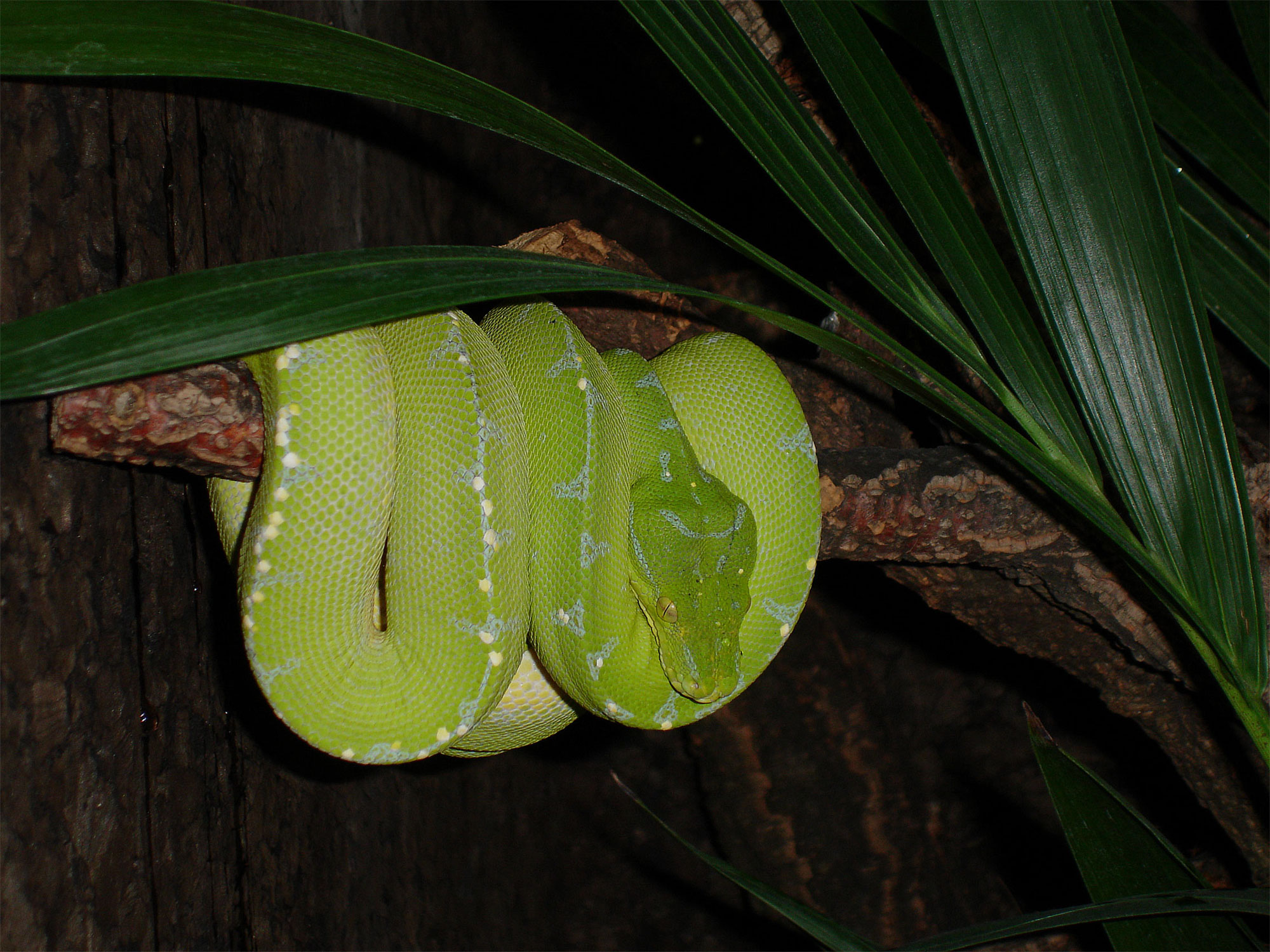
krajta zelená

Je typickým obyvatelem tropického deštného pralesa, kde tráví většinu svého života zavěšena ve větvích stromů a keřů. Odpočívá charakteristickým způsobem, zavěšena několika smyčkami těla napříč přes vodorovnou větev, téměř shodně jako psohlavec zelený, se kterým bývá často zaměňována (tzv. konvergentní vývoj).

## Potrava
Z větve také v přírodě loví ptáky, stromové obojživelníky, vačnatce i drobné zavlečené savce. V teráriu nabízíme krajtě zelené myši, menší potkany, ale hlavně živé či usmrcené ptáky (nejvhodnější jsou vrabci). Někdy bývají problémy s donucením těchto krajt přijímat v zajetí potravu, vzhledem k jejich agresivitě je většinou náročné i umělé krmení.

## Chov v teráriu
Přestože krajta zelená téměř neopouští svojí oblíbenou větev, potřebuje vyšší terárium o rozměrech alespoň 60×50×80 cm s lignocelem nebo směsí písku a rašeliny jako substrátem. Větší miska s vodou sloužící jako odpařovač k dosažení nutné vyšší vlhkosti vzduchu je nutností. Při suchém vzduchu v teráriu mají krajty zelené, stejně jako i jiní pralesní hadi, potíže se svlékáním. Základem vnitřního uspořádání terária je dostatek vhodných vodorovných větví, případně i živých, nebo umělých rostlin. Denní teploty udržujeme kolem 28 °C, pod žárovkou až 33 °C, s nočním poklesem na pokojovou teplotu, tj. asi 22—23 °C. Pravidelné rosení terária je nutné k udržení vyšší vlhkosti vzduchu, vhodným větráním je však třeba zamezit výskytu případných zdrojů plísní.

## Rozmnožování
Krajty zelené se páří na podzim, většinou během listopadu. Páření lze většinou vyprovokovat zkrácením osvitu terária na 8 hodin a současným snížením teploty přibližně o pět až šest stupňů. Po Novém roce pak samice snese 15 — 20 vajec, která umístí v dutině vyhnilého kmene, v zajetí nejraději v bedýnce naplněné vlhkou rašelinou. Vejce spojená k sobě blanitými stopkami jsou při dostatečně velké vlhkosti vzduchu často kladena přímo na holou větev. Samice svá vejce (stejně jako ostatní krajty) zahřívá a hlídá, v zajetí je však asi lepší vajíčka odebrat a umístit je v inkubátoru. Při inkubaci je nutné dodržet 100% relativní vlhkost a dostatečné větrání. Mláďata se vylíhnou asi za 40 — 65 dní a jsou dlouhá přibližně 30 cm. Poprvé se svlékají do dvou týdnů po líhnutí, v té době také začínáme krmit myšími holaty. Mláďata jsou odlišně zbarvená od dospělých jedinců, bývají žlutá či žlutočervená. Typické zelené zbarvení dostávají krajty (podle formy) někdy v prvním, případně až po prvním roce života.
Vzhledem k chovatelským nárokům je krajta zelená poměrně náročným chovancem. Také její agresivita je vysoká. Chov krajty zelené je výsadou pouze zkušených teraristů s mnohaletou praxí.
V létě 2024 se v Zoo Praha, která tento druh chová od 1990 (první exempláře byly již od 1982) vylíhlo přirozeným způsobem (mimo líheň a v péči samice) devět mláďat. Tento chovatelský úspěch je odborníky ceněn mimo jiné také pro 50. výročí úspěšného odchovu krajty zelené (toho času známé pod synonymem "krajta stromová, Chondropython viridis") v péči českého chovatele Aldo Olexy (1927-2009). Zoolog a chovatel v pražské zoo Aldo Olexa publikoval v roce 1979 svůj odchov tohoto náročného hada v lidské péči jako třetí na světě, navíc od rodičů získaných do péče v mláděcím věku, nikoli jako už dospělých jedinců.
V pražské zoo je od listopadu 2023 k vidění také psohlavec Batesův (Corallus batesii) jihoamerický had, který s asijskou krajtou zelenou sdílí velmi podobný vzhled těla přizpůsobený podobnému stylu života v stromovém prostředí. Ubikace obou druhů jsou umístěna v jednom pavilonu Terárium a oba hadi jsou tak velmi názorným příkladem vnější podobnosti nepříbuzných druhů prostřednictvím tzv. konvergentní evoluce.